# 179 Klytaemnestra
179 Klytaemnestra, a volte citato anche come Clitennestra, è un asteroide della fascia principale. Scoperto nel 1877, presenta un'orbita caratterizzata da un semiasse maggiore pari a 2,9705796 UA e da un'eccentricità di 0,1138327, inclinata di 7,81608° rispetto all'eclittica.
Scoperto dall'astronomo canadese James Craig Watson  dal Detroit Observatory dell'università del Michigan ad Ann Arbor, si compone probabilmente di silicati e ferro-nickel.
L'asteroide è dedicato a Clitennestra, moglie di Agamennone secondo la mitologia greca.